# クライスト・チャーチ教区

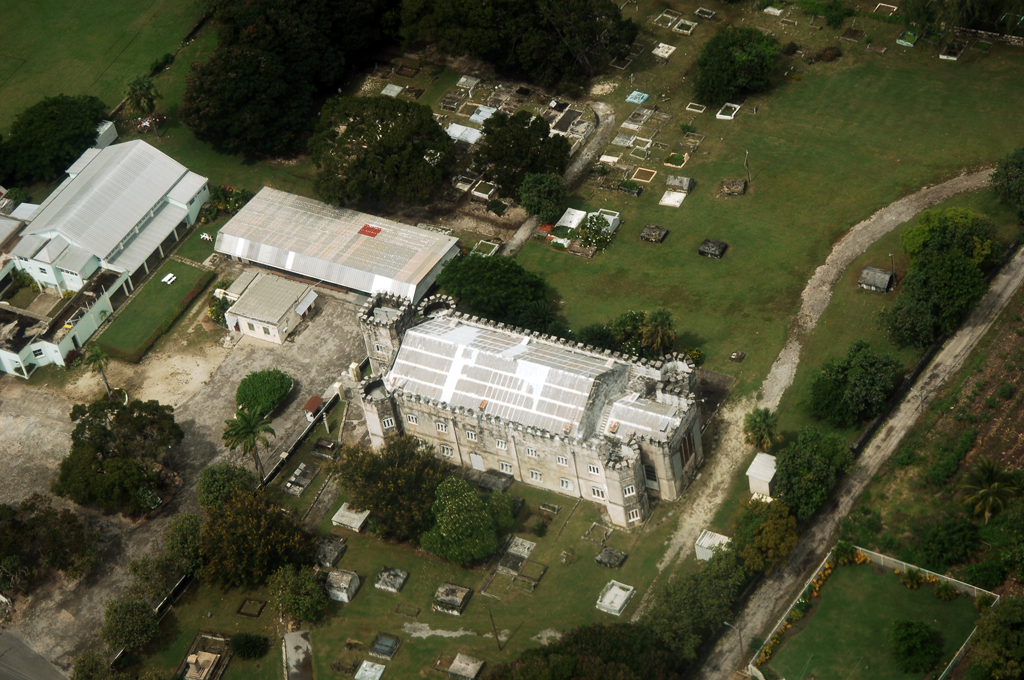
中心地であった教会（2005年）

クライスト・チャーチ教区（英語: The Parish of Christ Church）は、バルバドスの行政教区のひとつ。国内最南端に位置する。最大の都市はオイスティンズで、かつては行政の中心でもあった。国内の行政教区では唯一名称が「セント（聖）～（人名）」ではない。同国最大のグラントレー・アダムス国際空港が教区東部に所在する。
面積は57km2で、国内ではセント・フィリップ教区に次いで2番目に大きい。人口は54,336人（2010年国勢調査）で、こちらもセント・マイケル教区に次いで2番目に多い。
1629年に設置された6教区のひとつで、当時はヴェストリーと呼ばれる行政システムであった。1958年の地方行政改革によって、新たに設置された北部地区政府へ大部分の行政機能が移譲される。1969年9月1日にすべての地方自治体は廃止され、地区政府は解散した。

## 主要都市
- アトランティック・ショアーズ（英語版）（Atlantic Shores）
- バナタイン（英語版）（Bannatyne）
- ヘイスティングズ（英語版）（Hastings）
- オイスティンズ（Oistins） - 最大の都市、中心地
- セント・ローレンス・ギャップ（英語版）（Saint Lawrence Gap） - 一大観光地
- ウェルチェス（英語版）（Welches）